# مقاطعة واريك (إنديانا)
مقاطعة واريك (بالإنجليزية: Warrick County, Indiana)‏ هي إحدى مقاطعات ولاية إنديانا في الولايات المتحدة. تأسست سنة 1813، بلغ عدد سكانها 59689 نسمة في عام 2010 حسب إحصاء مكتب تعداد الولايات المتحدة وتصل الكثافة السكانية فيها 53 نسمة/كم2.

## أعلام
- جون رايلي تانر
- ماري إليانور براكنريدغ
- جورج واشنطن براكنريدغ

## وصلات خارجية
- United States Counties